# Adriana Spilberg
Adriana Spilberg (Amsterdam, 5 de desembre de 1652 - Düsseldorf, ca.1700) fou una pintora de l'Edat d'Or neerlandesa va estar activa en la cort de l'elector palatí Johann Wilhelm.

## Biografia
Segons Arnold Houbraken, fou el seu pare, Johannes Spilberg, qui li va ensenyar des de ben petita a pintar a l'oli, amb llapis i al pastel, quan va veure la decidida inclinació natural i habilitats de la seva filla, que va arribar a ser bastant famosa a Amsterdam.
El seu pare es va mantenir a la ciutat mentre treballava per Johann Wilhelm. Quan el seu patró es va casar amb l'arxiduquessa María Ana Josefa d'Àustria (1654-1689), li va demanar a Spilberg que portés a la cort la seva família, incloent la seva filla, la famosa pintora, que es va convertir en pintora de l'arxiduquessa l'any 1681 a Düsseldorf. Adriana Spilberg va contreure allí matrimoni amb el pintor Wilhelm Breekvelt i va tenir tres fills; el seu marit va morir el 1684.
El 1689 va morir la seva mecenes i l'elector Johann Wilhelm es va tornar a casar amb Anna Maria Lluïsa de Mèdici. El 1690 va morir el pare de la pintora, i va ser reemplaçat com a pintor de la cort per Eglon van der Neer, amb qui ella es va casar el 1697 després d'onze anys de viduïtat.
Segons el Rijksbureau voor Kunsthistorische Documentatie va ser alumna i filla de Johannes Spilberg, esposa de Willem Breekvelt després de 1687, i després de 1697 esposa d'Eglon van der Neer.